# MaryEllen Odell
MaryEllen Odell (* 1961 in Carmel, New York) ist eine US-amerikanische Politikerin. Sie ist Mitglied der Republikanischen Partei und seit dem 11. November 2011 „County Executive“ des Putnam County im Bundesstaat New York.

## Leben
MaryEllen Odell wuchs in der nördlich von New York City gelegenen Kleinstadt Carmel auf. Im Jahr 2010 trat sie als republikanische Kandidaten bei den Wahlen zum „County Executive“ des Putnam County an, bei der Wahl unterlag sie jedoch ihrem Gegenkandidaten, dem Senator Vincent Leibell. Im Dezember 2010 wurde Leibell wegen Korruption zu einer Haftstrafe von einem Jahr und neun Monaten verurteilt, somit trat er das Amt nicht an. Im November 2011 gewann MaryEllen Odell schließlich die Neuwahl, am 11. November 2011 wurde sie in ihrem Amt vereidigt. Im November 2014 wurde Odell wiedergewählt.
Odell gilt als konservativ, sie ist Mitglied der Republikanischen Partei und wird unter anderem auch von der Independence Party of America und der Conservative Party of New York State unterstützt. Sie setzt sich insbesondere für Veteranen ein und lehnt die Legalisierung von Kannabis ab. 2007 wurde Odell vom Putnam County Joint Veterans Council als „Honorary Veteran“ ausgezeichnet.